# Agència de Baghelkhand
Baghelkhand fou un territori sota protectorat britànic a l'Índia, ocupat per diversos estats tributaris protegits formant una agència, sota govern del superintendent de l'agent del governador general per l'Índia Central. i un agent polític que era al mateix temps superintendent de l'estat de Rewa i residia habitualment a Satna o Rewa (ciutat).
L'agencia fou creada el 1871 i tenia al nord els districtes d'Allahabad i Mirzapur de les Províncies del Nord-oest (el 1901 també el districte de Banda); a l'est els estats de Chota Nagpur; al sud els districtes de Bilaspur i Mandla de les Províncies Centrals, i a l'oest pel districte de Jabalpur i els estats del Bundelkhand (agència del Bundelkhand), i el 1901 per part del districte de Mirzapur. la superfície era (1881) de 29327 km² i la població d'1.512.595 habitants distribuïda en 4 viles i 5.832 pobles; la població el 1901 era d'1.555.024 habitants distribuïts en 6 viles i 6556 pobles. La superfície el 1901 era de 37.096 km² dels quals 33.600 serien de Rewa i la resta d'altres estats (onze). Els estats de l'agència del 1871 al 1896 eren:
- Rewa
- Nagode (o Nagod)
- Maihar
- Sohawal
- Kothi
- Sidpura (jagir)

Rewa era un estat amb tractat i els altres només gaudien de sanads.
Els estats després del 1896 eren: 
- Rewa
- Baraunda
- Nagod
- Maihar
- Sohawal
- Kothi
- Jaso
- Paldeo
- Pahra
- Taraon
- Bhaisaunda
- Kamta Rajaula

Les principals ciutats eren Rewa, Satna, Maihar, Umaria, Govindgarh i Unchahra. Satna era el principal centre comercial però la capital habitual era Rewa.
Després del motí de 1857 un oficial polític fou enviat a Rewa i el mateix oficial fou encarregat dels estats menors de Maihar, Nagod, Sohawal i Kothi. El 1862 l'oficial fou retirat a petició del Darbar (govern de palau) de Rewa i els estats posats sota dependència de l'agent del Bundelkhand però el 1871 es va establir l'agència de Bagelkhand amb els mateixos estats (i un jagir) amb seu a Satna. El 1896 els estats de Baraunda i Jaso, i els cinc jagirs chaubes foren transferits del Bundelkhand al Bagelkhand. El títols dels sobirans de Rewa és maharaja i els dels altres estats és de raja, excepte a Jaso que és diwan; en els cinc jagirs el títol és de chaube.
El 1931 tots els estats excepte Rewa foren transferits a l'Agència de Bundelkhand i el 1933 Rewa va passar a la Residència d'Indore, cosa que va suposar el final de l'Agència.